# FC Pohang Steelers
Pohang Steelers (koreansk: 포항 스틸러스) er en fodboldklub i Pohang, Sydkorea.

## Titler
- K League Classic
  - Vinder (5): 1986, 1988, 1992, 2007, 2013

- Korean FA Cup
  - Vinder (6): 1996, 2008, 2012, 2013, 2023, 2024

- Korean League Cup
  - Vinder (2): 1993, 2009

- AFC Champions League
  - Vinder (3): 1996-97, 1997-98, 2009